# Monterrubio de la Sierra
Monterrubio de la Sierra est une commune de la province de Salamanque dans la communauté autonome de Castille-et-León en Espagne.